# Família monoparental
Família monoparental ocorre quando apenas uma pessoa assume a parentalidade de outra. Tal fenômeno ocorre, por exemplo, quando um pai biológico não reconhece o filho e abandona a mãe biológica, quando um dos pais morre, através da adoção por somente uma pessoa, ou quando um casal com filhos dissolvem a união pela separação ou divórcio, e resta somente uma pessoa do casal a assumir a parentalidade. Normalmente, depois da separação de um casal heterossexual, os filhos ficam sob os cuidados ou da mãe, ou, mais raramente, do pai.
Independentemente da causa, os efeitos jurídicos são os mesmos, notadamente quando ao poder familiar e ao estado de filiação. A família monoparental não é dotada de estatuto jurídico próprio, com direitos e deveres específicos, diferentemente do casamento e da união estável. Quando os filhos atingem a maioridade ou são emancipados deixa de existir o poder familiar, reduzindo-se a entidade monoparental apenas as relações de parentesco, inclusive quanto ao direito aos alimentos, em caso de conflito, também se lhe aplica, sem restrições, a impenhorabilidade do bem de família, entendido como a sua família.

## Brasil
No Brasil, a família monoparental é prevista pelo artigo 226 da Constituição Federal: a família é "a comunidade formada por qualquer dos pais e seus descendentes". As famílias formadas por uma figura parental e os seus descendentes organizam-se tanto pela vontade de assumir a parentalidade sem a participação de outra pessoa, quanto por circunstâncias alheias à vontade humana, entre as quais a morte, e abandono. O caso típico é o da monomaternidade: é maior a cada vez a quantidade de mulheres que vivem só por opção, mas sem abrir mão da maternidade, inclusive como forma de realização pessoal. Outra situação típica é o divórcio em que o pai assume a guarda dos filhos menores e a mãe conserva o direito de visita. Tais comportamentos se tornaram tão frequentes que mereceram a proteção do Estado como entidade familiar que são, por força da Constituição Federal, artigo 227, parágrafo 6º, também incluídos nessa categoria a mãe ou o pai que vive só com o seu filho adotivo. Para fins de entendimento cumpre salientar, sejam quais forem os fatores determinantes da família monoparental, que a ausência prolongada do ascendente ou descendente (isto é, filho que vai residir em outra cidade, por alguns anos, para fins de estudo) não descaracteriza a entidade familiar.